# Pierre-Marie Taillepied de Bondy
Pierre-Marie Taillepied de Bondy (Parigi, 7 ottobre 1766 – Parigi, 11 gennaio 1847) è stato un politico, magistrato e nobile francese.

## Biografia
Proveniente da una famiglia di finanzieri, Pierre-Marie Taillepied de Bondy divenne, nel 1792, direttore della manifattura di stato delle carte valori assegnati. Dopo le insurrezioni del 10 agosto rassegnò le proprie dimissioni che gli furono concesse a fatica e si ritirò dalla vita pubblica sino all'avvento dell'impero napoleonico.
Il principe Eugène de Beauharneais, col quale era imparentato, lo fece creare ciambellano da Napoleone I nel 1805. Seguì quindi l'imperatore nei suoi viaggi e al ritorno dalla campagna d'Austria, venne nominato maestro delle richieste al consiglio di stato e presidente del collegio elettorale dell'Indre (1809).
Creato barone dell'Impero (19 novembre 1809) e poi conte dell'Impero (14 febbraio 1810), ebbe un legame di amicizia con i re di Sassonia e Baviera e venne invitato con altri dignitari napoleonici ad incontrare a Karlsruhe la nuova imperatrice consorte, Maria Luisa.
Nominato prefetto del Rodano nell'agosto 1810, vi si distinse per l'amministrazione attiva e vigile, creando il nuovo quartiere di Perrache a Lione su un'area paludosa che fece interrare e bonificare, prevenendo inoltre la carestia del 1812 e dando un notevole impulso ai lavori pubblici ed al commercio della zona. Si conquistò la stima dei mercanti locali applicando con rigore i decreti imperiali contro l'introduzione di merci inglesi. Durante l'attacco a Lione da parte degli alleati nel 1814, organizzò lui stesso la difesa della città e ne uscì solo con l'ultimo reggimento rimasto.
Le autorità di occupazione austriache lo sostituirono provvisoriamente ma, durante la Prima Restaurazione, il governo, cedendo alle suppliche dei lionesi, accettò di mantenere Taillepied de Bondy al suo posto. Ve lo lasciò però solo per breve tempo e, dopo averlo congedato, lo nominò in compenso commendatore della Legion d'Onore (20 novembre 1814).
Durante i Cento Giorni, Napoleone lo nominò prefetto del dipartimento della Senna. Deputato eletto alla Camera dal 13 maggio 1815 passò all'arrondissement di Blanc (Indre), e, come prefetto, mantenne l'ordine a Parigi, raccomandando calma e prudenza all'avvicinarsi alle truppe alleate; fu uno dei tre commissari incaricati di negoziare la convenzione del 3 luglio.
Sotto la Seconda Restaurazione, comparve come testimone della difesa nel processo al maresciallo Ney (dicembre 1815). Eletto deputato dal gran collegio del dipartimento dell'Indre il 4 ottobre 1816, sedette a sinistra tra i difensori della carta delle libertà fondamentali. Successivamente venne rieletto il 20 ottobre 1818 nel 2º distretto elettorale dell'Indre (La Châtre), il 13 novembre 1822. Il 25 febbraio 1824 non venne rieletto, ma alle elezioni successive del 17 novembre 1827 venne  nuovamente eletto nell'Indre (Châteauroux) e poi di nuovo  in quelle del 23 giugno 1830.
Dopo la Rivoluzione del 1830, Taillepied de Bondy fu chiamato a sostituire Odilon Barrot come Prefetto della Senna nel febbraio del 1831. In questo delicato incarico seppe far apprezzare le sue doti di saggio amministratore : migliorò la situazione finanziaria della città, ma le forti tensioni politiche dell'epoca non gli permisero di intraprendere riforme a lungo termine. Si mostrò inflessibile nella repressione dei moti popolari, in particolare quelli del 5 e 6 giugno 1832, al funerale del generale Lamarck. Terminò il suo incarico il 25 giugno 1833, ricevendo in tale occasione la croce di Grande Ufficiale della Legion d'Onore e il ruolo di presidente del consiglio generale dell'Indre. Divenne pari di Francia il 19 novembre 1831. In seguito divenne ciambellano della regina Maria Amelia, e fu anche segretario di stato della Maison du Roi.